# Emeryopone melaina
Emeryopone melaina is een mierensoort uit de onderfamilie van de Ponerinae. De wetenschappelijke naam van de soort is voor het eerst geldig gepubliceerd in 1998 door Xu.